# Gregoriancz Pál
Gregoriancz Pál (Gregoriáncz Pál vagy Gregoriánczi Pál névalakban is; ? – 1565. október 21.) diplomata, püspök, érsek.

## Élete
Kőrös megyei szlavón nemesi család sarja. A család a befolyását Pál közeli rokonának, Ambrusnak köszönhette, aki a Zrínyi család familiárisaként szlavón vicebán is volt.
Humanista iskolázottságú, jogi doktor volt. Pécsi püspök (1548–1550), zágrábi és pozsonyi kanonok (1549), zágrábi püspök (1550–1558), győri püspök (1554–1565), választott kalocsai érsek (1565). 1550-ben Rómában tárgyalt, 1551-ben részt vett a Tridenti zsinat munkájában. 1552-ben ő képviselte Ferdinándot Rómában a Fráter György meggyilkolása miatt induló vizsgálat során.
Részt vett a Quadripartitum megszövegezésében, és fennmaradt egy 1558-ban, világi és egyházi elöljárókról készült sematizmusa, valamint egy rövid országleírása Breviarium rerum Hungaricarum historico-geographicum címmel.